# You Can't Take It with You
You Can't Take It with You (bra: Do Mundo Nada Se Leva; prt: Não O Levarás Contigo) é um filme estadunidense de 1938, do gênero comédia romântica, dirigido por Frank Capra.
O roteiro é uma adaptação da peça de teatro de George S. Kaufman e Moss Hart, que ganhou o Prêmio Pulitzer em 1937, e estava ainda em cartaz quando o filme estreou. Enquanto a peça tinha apenas 19 personagens, o filme tinha 153 personagens.

## Sinopse
Tony Kirby, o filho de um empresário rico e influente, resolve se casar com Alice Sycamore, uma moça simples, pertencente a uma família de pessoas extrovertidas e amalucadas, o que gera um choque de comportamentos. Enquanto isso, o pai do rapaz pretende erguer um importante empreendimento e já comprou todos os imóveis da região onde a família de moça vive, com exceção da casa dela. Como a família da moça se recusa a vender a casa, e sem este imóvel o projeto não pode ir adiante, eles acabam se enfrentando.

## Elenco principal
- Jean Arthur .... Alice Sycamore
- Lionel Barrymore .... Martin Vanderhof
- James Stewart .... Tony Kirby

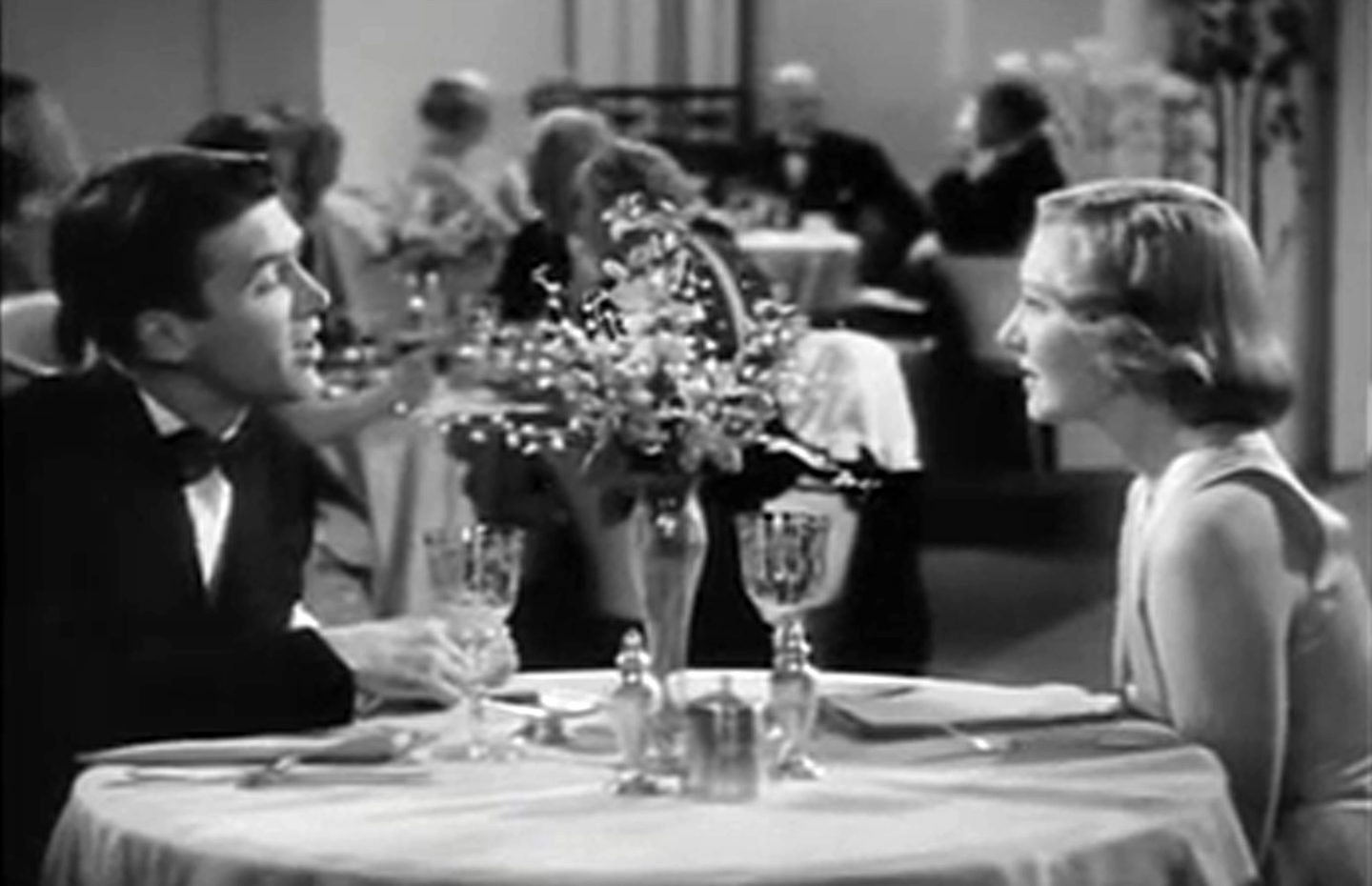
James Stewart e Jean Arthur em cena de Do mundo nada se leva

- Edward Arnold .... Anthony P. Kirby
- Mischa Auer .... Boris Kolenkhov
- Ann Miller .... Essie Carmichael
- Spring Byington .... Penny Sycamore
- Samuel S. Hinds .... Paul Sycamore
- Donald Meek .... Poppins
- H.B. Warner .... Ramsey
- Halliwell Hobbes .... DePinna
- Dub Taylor ....  Ed Carmichael
- Mary Forbes .... sra. Anthony P. Kirby
- Harry Davenport ... juiz
- Lillian Yarbo .... Rheba

## Principais prêmios e indicações
Óscar 1939 (EUA)
- Venceu na categoria de melhor filme e melhor diretor.
- Indicado nas categorias de melhor atriz coadjuvante (Spring Byington), melhor fotografia, melhor edição, melhor som e melhor roteiro.